# Йохан фон Шлезвиг-Холщайн-Зондербург
Йохан Млади фон Шлезвиг-Холщайн-Зондербург (на немски: Johann der Jüngere Schleswig-Holstein-Sonderburg; * 25 март 1545, Хадерслев, Дания; † 9 октомври 1622, Глюксбург) е херцог на Шлезвиг-Холщайн-Зондербург (1559 – 1622), основател на дворец Глюксбург в Глюксбург на Балтийско море. С него започва Олденбургската странична линия Шлезвиг-Холщайн-Зондербург.

## Живот
Той е третият син на крал Кристиан III от Дания ((1503 – 1559, упр. от 1534) и Доротея фон Саксония-Лауенбург (1511 – 1571), дъщеря на херцог Магнус I фон Саксония-Лауенбург.  По-големият му брат Фредерик II е крал на Дания от 1559 до 1588 г. Сестра му Анна Датска (1532 – 1585) е първата съпруга на курфюрст Август Саксонски (1526 – 1586).
Йохан се жени на 23 години в Колдинг на 19 август 1568 г. за херцогиня Елизабет фон Брауншвайг-Грубенхаген (* 14 април 1550; † 11 февруари 1586) от фамилията Велфи, дъщеря на Ернст III фон Брауншвайг и Люнебург, княз на Грубенхаген-Херцберг, и Маргарета от Померания.
От 1582 до 1587 г. Йохан строи водния дворец Глюксбург на територията на два бивши манастира. След смъртта на съпругата му Елизабет, той се жени втори път на 14 февруари 1588 г. в дворец Зондербург на 43 години за 14-годишната принцеса Агнес Хедвига фон Анхалт (* 12 март 1573; † 3 ноември 1616, Зондербург), вдовица на зет му курфюрст Август Саксонски, дъщеря на княз Йоахим Ернст от Анхалт и втората му съпруга Елеонора фон Вюртемберг. Тя донася зестра от 30 000 имперски талера.
Йохан умира на 77 години през 1622 г. в двореца Глюксбург. Херцогството му се поделя между петте му още живи синове.

## Деца
Йохан и Елизабет фон Брауншвайг-Грубенхаген имат 14 деца:
- Доротея (1569 – 1593), ∞ херцог Фридрих IV от Силезия-Лигниц
- Кристиан (1570 – 1633), херцог на Шлезвиг-Холщайн-Зондербург
- Ернст (1572 – 1596)
- Александер (1573 – 1627), херцог на Шлезвиг-Холщайн-Зондербург, ∞ 1604 графиня Доротея фон Шварцбург-Зондерсхаузен
- Аугуст (1574 – 1596)
- Мария (1575 – 1640), 1611 абатиса на Итцехое
- Йохан Адолф (1576 – 1624), от 1622 г. херцог на Шлезвиг-Холщайн-Зондербург-Норбург
- Анна (1577 – 1610) ∞ 1601 херцог Богислав XIII от Померания
- София (1579 – 1618) ∞ 1607 херцог Филип II от Померания
- Елизабет (1580 – 1653) ∞ 1615 херцог Богислав XIV от Померания
- Фридрих (1581 – 1658), от 1624 г. херцог на Шлезвиг-Холщайн-Зондербург-Норбург, ∞ 1627 принцеса Юлиана от Саксония-Лауенбург, ∞ 1632 принцеса Елеанора от Анхалт-Цербст
- Маргарет (1583 – 1638), ∞ 1603 граф Йоханес II фон Насау-Зиген
- Филип (1584 – 1663), херцог на Шлезвиг-Холщайн-Зондербург-Глюксбург, ∞ 1624 принцеса София Хедвига фон Саксония-Лауенбург
- Албрехт (1585 – 1613)

Йохан и Агнес Хедвиг фон Анхалт имат девет деца:
- Елеонора (* 1590; † 1669)
- Анна Сабина (* 1593; † 1659), ∞ от 1618 за херцог Юлиус Фридрих фон Вюртемберг-Вайлтинген
- Йохан Георг (* 1594; † 1613)
- Йоахим Ернст (* 1595; † 1671), херцог на Шлезвиг-Холщайн-Зондербург-Пльон
- Доротея Сибила (* 1597; † 1597)
- Доротея Мария (* 1599; † 1600)
- Бернхард (* 1601; † 1601)
- Елеонора София (* 1603; † 1675), ∞ от 1625 за херцог Кристиан II фон Анхалт-Бернбург
- Агнес Магдалена (* 1607; † 1618)